# Андрес Палоп
Андрес Палоп Сервера (на испански: Andrés Palop Cervera) е бивш испански професионален футболист, вратар. За последно е старши треньор на отбора Алкояно. Висок е 184 см. Известен като вратар на Севиля, с които печели два пъти Купата на УЕФА и веднъж Суперкупата на Европа.